# Gærdesanger
Gærdesangeren (latin: Sylvia curruca) er en 13 centimeter stor spurvefugl, der er udbredt i de tempererede områder af Europa og i det vestlige og centrale Asien. Om vinteren trækker den til Afrika, Arabien og Indien. De danske bestande trækker til Østafrika syd for Sahara. I Danmark er den almindelig, men er ligesom flere andre afrikatrækkere gået markant tilbage siden 1980'erne. Man kan se den i lave nåleskove, i tætte buske, i parker og haver samt markhegn. Selvom den holder til mellem bladene på buske og træer, er den normalt ingen sky fugl i sit forhold til mennesker.

## Kendetegn
Gærdesanger ligner tornsanger, men har i det grå hoved et mørkere parti på kinden. Desuden er ryggen brunlig og vingerne er uden rustrøde partier. Nemmest er det at anvende sangen som kendetegn. Det er en cirka to sekunder lang, klaprende række af slag.

## Ynglepladser
I 1-årsalderen yngler gærdesangeren første gang. Der lægges to kuld æg pr. sæson. Dens rede bygges ganske lavt i det inderste buskads og i slutningen af maj lægges 4-6 æg. Begge mager udruger dem i løbet af 10-11 dage og efter yderligere 11 dage er ungerne flyvefærdige.

## Føde
Gærdesangeren finder sin yndlingsføde, dvs. insekter, i træer og buske, og om efteråret lever den desuden af bær samt flydende nektar.